# (5818) 1989 RC1
(5818) 1989 RC1 là một tiểu hành tinh vành đai chính. Nó được phát hiện bởi Alan C. Gilmore và Pamela M. Kilmartin ở Mount John University Observatory in New Zealand ngày 5 tháng 9 năm 1989.